# Mistrzostwa Europy w Koszykówce Mężczyzn 2011 (eliminacje)/Grupa A
W grupie A eliminacji Mistrzostw Europy w Koszykówce 2011 grały:
- Czarnogóra
- Finlandia
- Izrael
- Łotwa
- Włochy

## Rozgrywki
| Msc. | Zespół     | M | W | P | K+  | K-  | Pkt |
| ---- | ---------- | - | - | - | --- | --- | --- |
| 1    | Czarnogóra | 8 | 6 | 2 | 645 | 561 | 14  |
| 2    | Izrael     | 8 | 5 | 3 | 671 | 603 | 13  |
| 3    | Włochy     | 8 | 5 | 3 | 630 | 615 | 13  |
| 4    | Łotwa      | 8 | 3 | 5 | 636 | 722 | 11  |
| 5    | Finlandia  | 8 | 1 | 7 | 599 | 680 | 9   |

| 2 sierpnia 201020:30 | Włochy                                                              | 71:79(19:20, 14:25, 22:22, 16:12) | Izrael                                           | Palaflorio, Bari Widzów: 4 500 Sędzia: Ilja Belosević, Juan Arteaga, David Chambon |
| 2 sierpnia 201020:30 | Pkt: Bargnani, Belinelli 20 Zb: Bargnani 8 Ast: Datome, Belinelli 2 | 71:79(19:20, 14:25, 22:22, 16:12) | Pkt: Halperin 16 Zb: Bluthenthal 7 Ast: Casspi 5 | Palaflorio, Bari Widzów: 4 500 Sędzia: Ilja Belosević, Juan Arteaga, David Chambon |

| 2 sierpnia 201021:00 | Czarnogóra                                                        | 96:66(30:13, 23:25, 21:14, 22:14) | Łotwa                                                       | Morača Sports Center, Podgorica Widzów: 3 500 Sędzia: Ivo Dolinek, Aleksandar Milojevik, Miguel Perez |
| 2 sierpnia 201021:00 | Pkt: Peković 26 Zb: Jeretin 7 Ast: Bjelica, Vladimir Dragicević 4 | 96:66(30:13, 23:25, 21:14, 22:14) | Pkt: Strēlnieks 13 Zb: Strēlnieks 6 Ast: Jānis Strēlnieks 4 | Morača Sports Center, Podgorica Widzów: 3 500 Sędzia: Ivo Dolinek, Aleksandar Milojevik, Miguel Perez |

| 5 sierpnia 201020:00 | Finlandia                                            | 60:74(10:14, 11:17, 18:26, 21:17) | Czarnogóra                                       | Energia Areena, Vantaa Widzów: 1 833 Sędzia: Jose Martin, Lahdo Sharro, Thomas Jacevicius |
| 5 sierpnia 201020:00 | Pkt: Rannikko 20 Zb: Huff 9 Ast: Trzech zawodników 1 | 60:74(10:14, 11:17, 18:26, 21:17) | Pkt: Vladimir Dašić 12 Zb: Borisov 6 Ast: Cook 6 | Energia Areena, Vantaa Widzów: 1 833 Sędzia: Jose Martin, Lahdo Sharro, Thomas Jacevicius |

| 5 sierpnia 201020:30 | Łotwa                                             | 69:68(14:14, 19:17, 19:19, 17:18) | Włochy                                            | Arēna Rīga, Ryga Sędzia: Romualdas Brazauskas, Marek Ćmikiewicz, Oliver Krause |
| 5 sierpnia 201020:30 | Pkt: Kuksiks 12 Zb: Freimanis 8 Ast: Strēlnieks 5 | 69:68(14:14, 19:17, 19:19, 17:18) | Pkt: Bargnani 18 Zb: Bargnani 8 Ast: Maestranzi 4 | Arēna Rīga, Ryga Sędzia: Romualdas Brazauskas, Marek Ćmikiewicz, Oliver Krause |

| 8 sierpnia 201018:00 | Izrael                                      | 110:88(37:18, 18:22, 24:23, 31:25) | Łotwa                                                 | Nokia Arena, Tel Awiw-Jafa Widzów: 11 000 Sędzia: Spyridon Gontas, Dragan Nesković, Virginijus Dovidavicius |
| 8 sierpnia 201018:00 | Pkt: Casspi 21 Zb: Casspi 8 Ast: Burstein 6 | 110:88(37:18, 18:22, 24:23, 31:25) | Pkt: Kuksiks 24 Zb: Bērziņš 7 Ast: Jānis Strēlnieks 6 | Nokia Arena, Tel Awiw-Jafa Widzów: 11 000 Sędzia: Spyridon Gontas, Dragan Nesković, Virginijus Dovidavicius |

| 8 sierpnia 201020:30 | Włochy                                                  | 82:73(28:13, 19:21, 13:21, 22:18) | Finlandia                                                  | Palaflorio, Bari Widzów: 4 500 Sędzia: Srđan Dožai, Antonio Conde, Andrej Jersan |
| 8 sierpnia 201020:30 | Pkt: Bargnani 24 Zb: Andrea Bargnani 5 Ast: Belinelli 5 | 82:73(28:13, 19:21, 13:21, 22:18) | Pkt: Rannikko 27 Zb: Muurinen 9 Ast: Czterech zawodników 1 | Palaflorio, Bari Widzów: 4 500 Sędzia: Srđan Dožai, Antonio Conde, Andrej Jersan |

| 11 sierpnia 201020:00 | Czarnogóra                                         | 71:62(15:14, 17:20, 18:12, 21:16) | Włochy                                             | Hala Nikoljac, Bijelo Polje Widzów: 3 500 Sędzia: Vicente Bulto, Spyridon Gontas, Emin Mogulkoc |
| 11 sierpnia 201020:00 | Pkt: Peković 28 Zb: Borisov 9 Ast: Jeretin, Cook 4 | 71:62(15:14, 17:20, 18:12, 21:16) | Pkt: Bargnani 17 Zb: Carraretto 5 Ast: Belinelli 3 | Hala Nikoljac, Bijelo Polje Widzów: 3 500 Sędzia: Vicente Bulto, Spyridon Gontas, Emin Mogulkoc |

| 11 sierpnia 201019:00 | Finlandia                                               | 84:83(18:22, 26:26, 23:18, 17:17) | Izrael                                                   | Barona Areena, Espoo Widzów: 1 704 Sędzia: Romualdas Brazauskas, Tomasz Kudlicki, Aare Halliko |
| 11 sierpnia 201019:00 | Pkt: Huff, Virtanen 13 Zb: Kotti 10 Ast: Huff, Iisalo 2 | 84:83(18:22, 26:26, 23:18, 17:17) | Pkt: Halperin 18 Zb: Trzech zawodników 5 Ast: Burstein 3 | Barona Areena, Espoo Widzów: 1 704 Sędzia: Romualdas Brazauskas, Tomasz Kudlicki, Aare Halliko |

| 14 sierpnia 201020:30 | Izrael                                                     | 77:73(26:22, 14:18, 19:21, 18:12) | Czarnogóra                                               | Nokia Arena, Tel Awiw-Jafa Widzów: 11 000 Sędzia: Milan Brziak, Christos Christodoulou, Marius Ciulin |
| 14 sierpnia 201020:30 | Pkt: Casspi 30 Zb: Bluthenthal, Elijjahu 5 Ast: Halperin 5 | 77:73(26:22, 14:18, 19:21, 18:12) | Pkt: Peković 20 Zb: Dragicević 8 Ast: Omar Sharif-Cook 8 | Nokia Arena, Tel Awiw-Jafa Widzów: 11 000 Sędzia: Milan Brziak, Christos Christodoulou, Marius Ciulin |

| 14 sierpnia 201020:30 | Łotwa                                               | 87:67(29:16, 25:10, 17:21, 16:20) | Finlandia                                 | Arēna Rīga, Ryga Widzów: 2 500 Sędzia: Fedor Dmitriew, Eddie Viator, Zdenko Zubák |
| 14 sierpnia 201020:30 | Pkt: Bankevics 26 Zb: Bankevics 8 Ast: Strēlnieks 5 | 87:67(29:16, 25:10, 17:21, 16:20) | Pkt: Salin 15 Zb: Kotti 9 Ast: Virtanen 3 | Arēna Rīga, Ryga Widzów: 2 500 Sędzia: Fedor Dmitriew, Eddie Viator, Zdenko Zubák |

| 17 sierpnia 201018:30 | Izrael                                       | 76:81(17:22, 22:26, 21:21, 16:12) | Włochy                                            | Nokia Arena, Tel Awiw-Jafa Sędzia: Engin Kennermann, Daniel Hierrezuelo, Saša Maricić |
| 17 sierpnia 201018:30 | Pkt: Casspi 20 Zb: Casspi 10 Ast: Halperin 5 | 76:81(17:22, 22:26, 21:21, 16:12) | Pkt: Bargnani 26 Zb: Belinelli 8 Ast: Belinelli 6 | Nokia Arena, Tel Awiw-Jafa Sędzia: Engin Kennermann, Daniel Hierrezuelo, Saša Maricić |

| 17 sierpnia 201020:30 | Łotwa                                                    | 84:90(19:25, 21:22, 20:16, 24:27) | Czarnogóra                                   | Arēna Rīga, Ryga Widzów: 4 000 Sędzia: Fernando Rocha, Marcin Kowalski, Jurgis Laurinavičius |
| 17 sierpnia 201020:30 | Pkt: Kuksiks 22 Zb: Strēlnieks 9 Ast: Jānis Strēlnieks 5 | 84:90(19:25, 21:22, 20:16, 24:27) | Pkt: Dragicević 24 Zb: Peković 6 Ast: Cook 6 | Arēna Rīga, Ryga Widzów: 4 000 Sędzia: Fernando Rocha, Marcin Kowalski, Jurgis Laurinavičius |

| 20 sierpnia 201020:30 | Włochy                                             | 109:93(26:17, 32:24, 26:31, 25:21) | Łotwa                                                      | Palaflorio, Bari Widzów: 4 200 Sędzia: Boris Schmidt, Saša Pukl, Francisco Araña |
| 20 sierpnia 201020:30 | Pkt: Bargnani 30 Zb: Bargnani 13 Ast: Mancinelli 5 | 109:93(26:17, 32:24, 26:31, 25:21) | Pkt: Bankevics, Bērziņš 14 Zb: Kuksiks 7 Ast: Strēlnieks 6 | Palaflorio, Bari Widzów: 4 200 Sędzia: Boris Schmidt, Saša Pukl, Francisco Araña |

| 20 sierpnia 201021:00 | Czarnogóra                                        | 91:73(28:15, 24:22, 19:15, 20:19) | Finlandia                                           | Sportska Gorana Topolica, Bar Widzów: 3 000 Sędzia: Ademir Zurapović, Anastasios Piloidis, Matej Spendl |
| 20 sierpnia 201021:00 | Pkt: Dragicević 21 Zb: Dragicević 12 Ast: Cook 11 | 91:73(28:15, 24:22, 19:15, 20:19) | Pkt: Salin 15 Zb: Muurinen, Kotti 4 Ast: Rannikko 4 | Sportska Gorana Topolica, Bar Widzów: 3 000 Sędzia: Ademir Zurapović, Anastasios Piloidis, Matej Spendl |

| 23 sierpnia 201020:00 | Finlandia                                    | 83:85(18:19, 12:29, 29:17, 24:20) | Włochy                                                         | Energia Areena, Vantaa Widzów: 2 035 Sędzia: Borys Ryżyk, Oscar Lefwerth, Marcin Kowalski |
| 23 sierpnia 201020:00 | Pkt: Rannikko 22 Zb: Kotti 9 Ast: Rannikko 6 | 83:85(18:19, 12:29, 29:17, 24:20) | Pkt: Bargnani 24 Zb: Belinelli, Bargnani 7 Trzech zawodników 2 | Energia Areena, Vantaa Widzów: 2 035 Sędzia: Borys Ryżyk, Oscar Lefwerth, Marcin Kowalski |

| 23 sierpnia 201020:30 | Łotwa                                              | 56:92(15:18, 11:36, 15:14, 15:24) | Izrael                                             | Arēna Rīga, Ryga Widzów: 3 600 Sędzia: Ivo Dolinek, Jakub Zamojski, Mindaugas Večerskis |
| 23 sierpnia 201020:30 | Pkt: Šeļakovs 14 Zb: Freimanis 7 Ast: Strēlnieks 4 | 56:92(15:18, 11:36, 15:14, 15:24) | Pkt: Pnini 14 Zb: Trzech zawodników 6 Ast: Green 4 | Arēna Rīga, Ryga Widzów: 3 600 Sędzia: Ivo Dolinek, Jakub Zamojski, Mindaugas Večerskis |

| 26 sierpnia 201018:00 | Izrael                                           | 85:71(13:22, 19:11, 34:20, 19:18) | Finlandia                             | Nokia Arena, Tel Awiw-Jafa Sędzia: Mehmet Keseratar, Milan Mazić, Alfred Jovović |
| 26 sierpnia 201018:00 | Pkt: Elijjahu 18 Zb: Elijjahu 13 Ast: Halperin 5 | 85:71(13:22, 19:11, 34:20, 19:18) | Pkt: Kotti 10 Zb: Huff 8 Ast: Kotti 3 | Nokia Arena, Tel Awiw-Jafa Sędzia: Mehmet Keseratar, Milan Mazić, Alfred Jovović |

| 26 sierpnia 201020:30 | Włochy                                        | 72:71(12:17, 20:17, 28:22, 12:15) | Czarnogóra                                      | Palaflorio, Bari Widzów: 5 000 Sędzia: Nicolas Maestre, Miguel Perez Perez, Damir Javor |
| 26 sierpnia 201020:30 | Pkt: Bargnani 34 Zb: Ress 7 Ast: Maestranzi 3 | 72:71(12:17, 20:17, 28:22, 12:15) | Pkt: Cook, Peković 18 Zb: Borisov 8 Ast: Cook 5 | Palaflorio, Bari Widzów: 5 000 Sędzia: Nicolas Maestre, Miguel Perez Perez, Damir Javor |

| 29 sierpnia 201020:00 | Finlandia                               | 90:93(18:21, 32:21, 20:27, 20:24) | Łotwa                                       | Energia Areena, Vantaa Widzów: 1 118 Sędzia: Marek Ćmikiewicz, Tomas Jasevičius, Serhij Czajkowski |
| 29 sierpnia 201020:00 | Pkt: Lee 24 Zb: Kotti 9 Ast: Muurinen 2 | 90:93(18:21, 32:21, 20:27, 20:24) | Pkt: Kalve 14 Zb: Kalve 6 Ast: Strēlnieks 4 | Energia Areena, Vantaa Widzów: 1 118 Sędzia: Marek Ćmikiewicz, Tomas Jasevičius, Serhij Czajkowski |

| 29 sierpnia 201021:00 | Czarnogóra                                               | 79:69(24:20, 13:21, 19:16, 23:12) | Izrael                                       | Morača Sports Center, Podgorica Widzów: 4 300 Sędzia: Sreten Radović, Antonio Conde, Sérgio Silva |
| 29 sierpnia 201021:00 | Pkt: Dragicević 20 Zb: Dragicević 8 Ast: Jeretin, Cook 3 | 79:69(24:20, 13:21, 19:16, 23:12) | Pkt: Elijjahu 18 Zb: Elijjahu 8 Ast: Naimi 5 | Morača Sports Center, Podgorica Widzów: 4 300 Sędzia: Sreten Radović, Antonio Conde, Sérgio Silva |